# Llista de governants de Croàcia
Llista de governants de Croàcia:

## Història primerenca
Els detalls de l'arribada dels croats són poc documentats.
c. 626 els Croats migren de la Croàcia Blanca (al voltant del que avui és Galítsia) per invitació de l'emperador romà d'Orient Heracli.
c. 641 – c. 689 Radoslav converteix Croàcia al cristianisme.
| Hi havia ducs paral·lel de la Croàcia Pannònia i de la Croàcia Litoral (Croàcia Dalmàcia) |                                               |
| Ducs de la Croàcia Pannònia                                                               | Ducs de la Croàcia Litoral (Croàcia Dalmàcia) |

| Nom               | Regnat                         | Notes |
| Vojnomir          | c. 790 - c. 800 / 791 - c. 810 |       |
| Ljudevit Posavski | 810 - 823                      |       |
| Ratimir           | 829 - 838                      |       |
| Braslau           | 880 - c. 887                   |       |

| Nom            | Regnat             | Notes                                                                                              |
| Radoslau       | 641 - 688          | |
| Kuber          | ... - ...          | |
| Porga de Borko | 660 - 680          | |
| Budimir        | 740 - 785          | |
| Viseslau       | 785 - 802          | |
| Borna          | 810 – 821          | Vassall de l'emperador franc Carlemany; fill de Viseslau                                           |
| Vladislau      | gener de 821 - 835 | fill de Klonimir                                                                                   |
| Mislav         | 835 - 845          | |
| Trpimir I      | 845 - 864          | Fundador de la dinastia Trpimirović                                                                |
| Zdeslau        | 864                | fill de Trpimir I                                                                                  |
| Domagoj        | 864 - 876          | overthrows al seu cosí Zdeslau                                                                     |
| Iljko ?        | 876 – 878          | Iljko's name is disputed, it is only known that he was a son of Domagoj, killed during a civil war |
| Zdeslav        | 878 - maig de 879  | restaurat                                                                                          |
| Branimir       | 879 - 892          | fill de Domagoj                                                                                    |
| Mutimir        | 892 - 900          | fill de Trpimir                                                                                    |

## Bans eslaus
- Klukas, vers 626
- Lobel
- Kosjenc
- Muhlo
- Hrvat
- Tuga
- Buga, fins vers 641
- Radoslau vers 641-688
- Desconeguts vers 688-800
- Viseslau vers 800-810
- Liudevit vers 810-820
- Borna vers 820-830
- Vladislau Porin 830-836
- Domagoi Mislav 836-vers 850
- Trpimir I vers 850-864
- Zideslau 864
- Domagoj 864-876
- Iljko 876-878
- Zideslau (segona vegada) 878-879
- Branimir 879-892
- Mutimir 892-900
- Crescimir I 900-912
- Miroslau 912-917

## Reis
- Tomislau I (primer rei el 925) 917-928
- Trpimir II 928-940
- Godimir 940-958
- Miquel Crescimir II 958-969
- Esteve Drizislau 969-986
- Trpimir III 986-995
- Mutimir II 995-1000
- Esvetoslau 997-1000
- Crescimir III 997-1035
- Goislau 997-1020
- Esteve I 1035-1056
- Pere Crescimir IV 1056-1074
- Eslavisa 1074-1076
- Demetri Zvonimir 1076-1087
- Esteve II 1087-1091
- Helena (reina) 1087-1091
- Almos 1091-1093
- A Hongria 1093
- A l'Imperi Otomà 1526
- A Àustria (Hongria) 1537
- Consell Nacional Croat 1918-1919
- Al Regne dels Serbis, Croats i Eslovens, després regne de Iugoslàvia, 1919
- Joan Subasic, ban 1939-1941
- Independència 17 d'abril de 1941
- Govern provisional d'Ante Palevic 17 d'abril de 1941 a 18 de maig de 1941, primer ministre 1941-1944
- Tomislau II (rei) 1941-1944 (Aimó de Savoia, Aosta i Spoleto)
- Virtual ocupació alemanya 1943-1944
- República Socialista de Croàcia (1943 – 1991	)
  - Vladimir Nazor (13 de juny 1943 - 15 d'octubre de 1949)
  - Karlo-Gašpar Mrazović (15 d'octubre de 1949 - 1952)
  - Vicko Krstulović (1952 - febrer de 1953)
  - Zlatan Sremec (Febrer - desembre de 1953)
  - Vladimir Bakarić (Desembre de 1953 - 1963)
  - Ivan Krajačić (1963 - 1967)
  - Jakov Blažević (1967 - abril de 1974)
  - Ivo Perišin (Abril - 8 de maig de 1974)
  - Jakov Blažević (8 de maig de 1974 - maig de 1982)
  - Marijan Cvetković (Maig de 1982 - maig de 1983)
  - Milutin Baltić (Maig de 1983 - 10 de maig de 1984)
  - Jakša Petrić (10 de maig de 1984 - 10 de maig de 1985)
  - Pero Car (10 de maig - 20 de novembre de 1985)
  - Ema Derosi-Bjelajac (20 de novembre de 1985 - 10 de maig de 1986)
  - Ante Marković (10 de maig de 1986 - maig de 1988)
  - Ivo Latin (Maig de 1988 - 30 de maig de 1990)
- Des del 1991 President de Croàcia
  - Franjo Tuđman (30 de maig de 1990 - 10 de desembre de 1999)
  - Vlatko Pavletić (President interí) (26 de novembre de 1999 - 2 de febrer de 2000)
  - Zlatko Tomčić (President interí) (2 de febrer de 2000 - 18 de febrer de 2000)
  - Stjepan Mesić (18 de febrer de 2000 - 18 de febrer de 2010)
  - Ivo Josipović (18 de febrer de 2010 - 18 de febrer de 2015)
  - Kolinda Grabar-Kitarović des del 19 de febrer de 2015